# José Lage Lage
José Lage Lage (Maceda, 18 de juny de 1938 - 9 de desembre de 2007) va ser un veterà polític gallec, diputat, parlamentari i delegat provincial, va néixer en la parròquia de Fontcuberta, Maceda, província d'Ourense. Estava casat amb Raquel Vidal Docampo i era pare de dos fills. Llicenciat en Ciències Econòmiques.

## Biografia
Professionalment va ser president del consell d'administració de la Caixa d'Estalvis Provincial d'Ourense. Regidor del municipi de Maceda, dona el salt a l'ajuntament d'Ourense on va ser regidor encarregat de trànsit. El 1981 i de la mà de la UCD és elegit diputat a les eleccions al Parlament de Galícia de 1981. El 1989 es passa al Partit Popular, i continua al Parlament de Galícia. Va ser subdelegat de govern, responsable d'Assumptes Socials i delegat de la Xunta de Galícia a Ourense. També titular a Ourense de Justícia i Interior. En 2005 al complir els 65 anys es jubila. A mitjan octubre de 2007, sofreix un greu accident de trànsit de què no aconsegueix recuperar-se. Les seves restes reposen en el cementiri de la parròquia de Foncuberta, al municipi de Maceda.